# Veliki Vrh
 Ovo je glavno značenje pojma Veliki Vrh. Za druga značenja pogledajte Veliki Vrh (razdvojba).
Veliki Vrh je naseljeno mjesto u Republici Hrvatskoj u Zagrebačkoj županiji. 

## Zemljopis
Administrativno je u sastavu općine Žumberak. Naselje se proteže na površini od 1,78 km².

## Stanovništvo
Prema popisu stanovništva iz 2001. godine u naselju Veliki Vrh žive 22 stanovnika i to u 10 kućanstava. Gustoća naseljenosti iznosi 12,36 st./km².
| broj stanovnika | 106   | 147   | 161   | 197   | 171   | 162   | 174   | 186   | 83    | 101   | 96    | 83    | 53    | 30    | 22    | 12    | 6     |
|                 | 1857. | 1869. | 1880. | 1890. | 1900. | 1910. | 1921. | 1931. | 1948. | 1953. | 1961. | 1971. | 1981. | 1991. | 2001. | 2011. | 2021. |